# جاكوب كوسيسكي
جاكوب كوسيسكي (بالبولندية: Jakub Kosecki)‏ (29 أغسطس 1990 بوارسو في بولندا - ) هو لاعب كرة قدم بولندي في مركز الهجوم. شارك مع منتخب بولندا تحت 17 سنة لكرة القدم ومنتخب بولندا تحت 20 سنة لكرة القدم ومنتخب بولندا تحت 21 سنة لكرة القدم ومنتخب بولندا لكرة القدم. أما مع النوادي، فقد لعب مع ليخيا غدانسك وليغيا وارسو ونادي ساندهاوزن ونادي ال كي اس ودز.

## وصلات خارجية
- جاكوب كوسيسكي على موقع الاتحاد الدولي (مؤرشف)  (الإنجليزية)
- جاكوب كوسيسكي على موقع الاتحاد الأوربي (الإنجليزية)
- جاكوب كوسيسكي على موقع اتحاد تركيا (لاعب) (الإنجليزية)
- جاكوب كوسيسكي على موقع قاعدة بيانات كرة القدم.إي يو (الإنجليزية)
- جاكوب كوسيسكي على موقع ناشيونال فوتبول تيمز (الإنجليزية)
- جاكوب كوسيسكي على موقع Soccerway.com (الإنجليزية)
- جاكوب كوسيسكي على موقع عالم كرة القدم.نت (الإنجليزية)
- جاكوب كوسيسكي على موقع AS.com (الإسبانية)